# Museo arqueológico de Velzeke

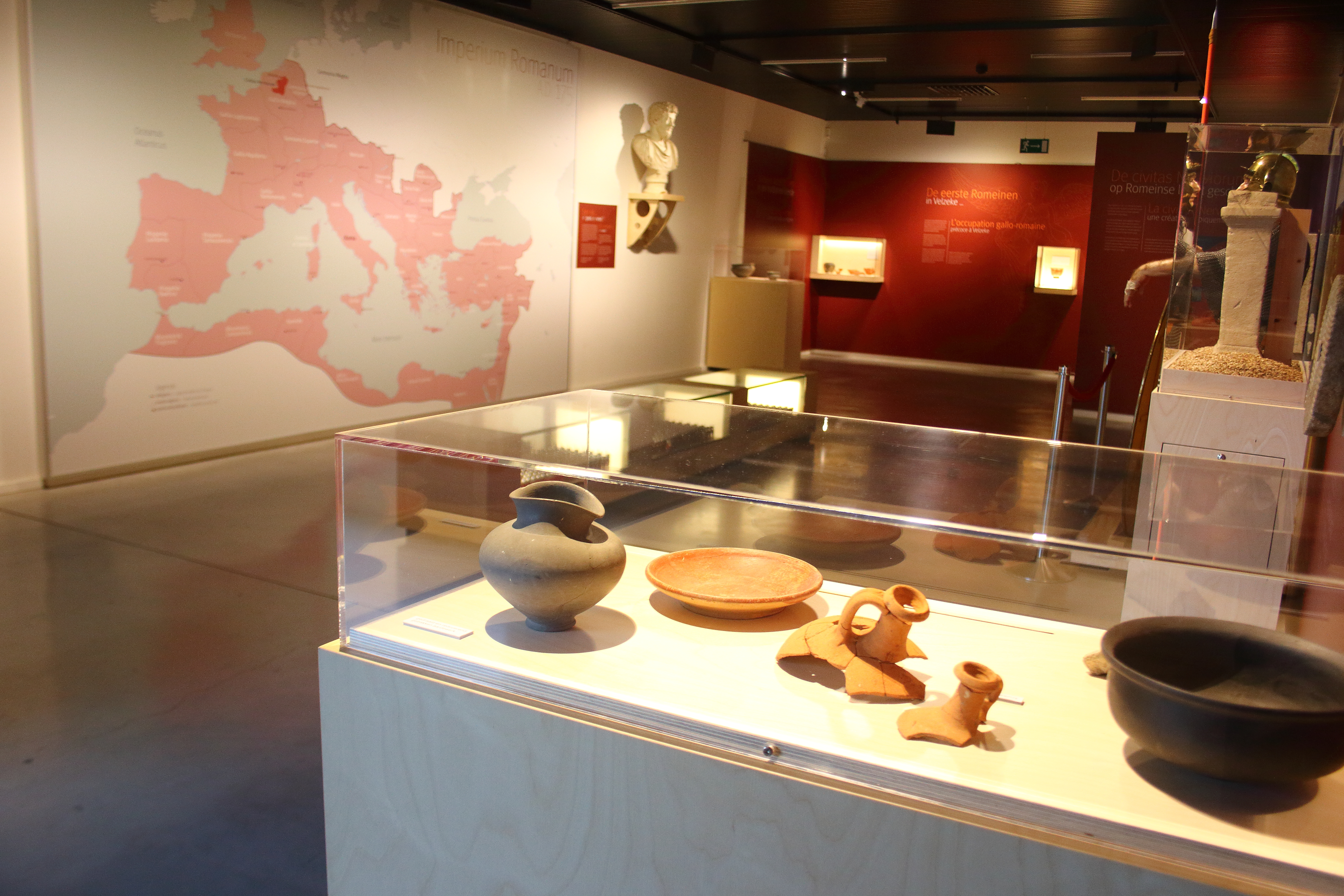
Museo arqueológico de Velzeke

El museo arqueológico de Velzeke (en neerlandés: Archeocentrum Velzeke) es un museo ubicado en la Paddestraat en Velzeke-Ruddershove en Zottegem, Bélgica. Se centra en la época prehistórica y el período galorromano. El museo abrió sus puertas en 1972.
El museo está situado en Velzeke, un vicus donde se cruzaban dos calzadas romanas (Boulogne-Tongeren y Bavay-norte). Es el punto de partida de la ruta turística señalizada Viae Romanae Velzeke-Bavay que sigue la antigua calzada romana a Bavay.
Los arqueólogos encontraron varios artefactos romanos en el sitio arqueológico al lado del museo. En 1971 se encontró una estatua de bronce, conocida como la 'Venus de Velzeke'. Se ha descubierto un tesoro de monedas romanas del siglo III en Velzeke, incluidos 91 denarios (que van desde el reinado de Septimio Severo hasta el de Gordiano III) y 93 antoniniani (que van desde el reinado de Heliogábalo hasta el de Póstumo). Desde 2021 se están realizando nuevas excavaciones en el sitio. Se construirá un parque arqueológico que comprenderá villas y calzadas romanas reconstruidas.  En 1998 se erigió una estatua de Julio César en la plaza del pueblo, cerca del museo.